# لوسین اوتو
لوسین اوتو (فرانسوی: Lucien Huteau‎; ۱ ژانویهٔ ۱۸۷۸ – ۱۶ فوریهٔ ۱۹۷۵) بازیکن فوتبال اهل فرانسه بود.